# Culicoides subfasciipennis
Culicoides subfasciipennis är en tvåvingeart som beskrevs av Jean-Jacques Kieffer 1919. Culicoides subfasciipennis ingår i släktet Culicoides och familjen svidknott. Inga underarter finns listade i Catalogue of Life.